# Municipio de Mount Joy (condado de Adams)
El municipio de Mount Joy (en inglés: Mount Joy Township) es un municipio ubicado en el condado de Adams en el estado estadounidense de Pensilvania. En el año 2000 tenía una población de 3232 habitantes y una densidad poblacional de 48.2 personas por km².

## Geografía
El municipio de Mount Joy se encuentra ubicado en las coordenadas 39°45′30″N 77°09′59″O / 39.75833, -77.16639.

## Demografía
Según la Oficina del Censo en 2000 los ingresos medios por hogar en la localidad eran de $46 101 y los ingresos medios por familia eran $53 802. Los hombres tenían unos ingresos medios de $37 068 frente a los $27 346 para las mujeres. La renta per cápita para la localidad era de $21 181. Alrededor del 3,3% de la población estaban por debajo del umbral de pobreza.